# Андріївка (Черняхівська селищна громада)
Андрі́ївка (колонія Андріїв, Андріївська, Андріїво, до 7 червня 1946 року — с. Андрієво-Німецьке) — село в Україні, у Черняхівській селищній територіальній громаді Житомирського району Житомирської області. Чисельність населення становить 519 осіб (2001). У 1925—54 роках — адміністративний центр Андріївської німецької національної сільської ради, у 1960—2020 роках — центр Андріївської сільської ради.

## Загальна інформація
Розташоване на берегах річки Очеретянки. Відстань до Черняхова та найближчої залізничної станції, Горбаші — 6 км.

## Населення
Відповідно до результатів перепису населення Російської імперії 1897 року, загальна кількість мешканців становила 530 осіб, з них: протестантів — 514, чоловіків — 253, жінок — 277.
В кінці 19 століття в селі налічувалося 50 дворів та 362 жителі, у 1906 році — 72 двори та 407 мешканців, у 1910 році — 664 особи.
Кількість населення, станом на 1923 рік, становила 570 осіб, кількість дворів — 98, у 1924 році — 607 осіб, з перевагою населення німецької національности, дворів — 156.
Станом на 1972 рік, кількість населення становила 998 осіб, дворів — 347.
Відповідно до результатів перепису населення СРСР, кількість населення, станом на 12 січня 1989 року, становила 770 осіб. Станом на 5 грудня 2001 року, відповідно до перепису населення України, кількість мешканців села становила 585 осіб.

### Мова
Розподіл населення за рідною мовою за даними перепису 2001 року:
| Мова       | Відсоток |
| ---------- | -------- |
| українська | 99,32 %  |
| російська  | 0,68 %   |

## Історія
Село вперше згадується в 1605 році.
Раніше — лютеранське поселення, за 30 км північніше м. Житомира, біля річки Тростяниця, лютеранський прихід — у Житомирі.
В кінці 19 століття — колонія Андріїв (пол. Andrzejów) Бежівської волості Житомирського повіту.
В 1906 році — колонія Андріїв (рос. Андреев); входила до складу Бежівської волості (7-го стану) Житомирського повіту Волинської губернії. Відстань до губернського та повітового центру, м. Житомир, складала 27 верст, до волосної управи в с. Бежів — 10 верст. Найближче поштово-телеграфне відділення розташовувалось в містечку Черняхів.
У 1923 році — кол. Андріївська (рос. Андреевская), увійшла до складу новоствореної Ворівської сільської ради Бежівської волості. 18 лютого 1923 року колонію було включено до складу Андріївської сільської ради, котра, від 7 березня 1923 року, стала частиною новоутвореного Черняхівського району Житомирської (згодом — Волинська) округи. Відстань до районного центру, міст. Черняхів, становила 9 верст, до центру сільської ради, с. Андріїв, 1 версту. 21 лютого 1925 року в колонії створено Андріївську німецьку національну сільську раду Черняхівського району; адміністративний центр ради.
7 червня 1946 року, відповідно до указу Президії Верховної ради УРСР, село змінило назву з Андрієво-Німецьке на Андріївка.
На фронтах Другої світової війни воювали 186 селян, з них загинули 80, 150 нагороджені орденами та медалями. На їх честь в селі споруджено пам'ятник.
В радянські часи в селі розміщувалося насіннєве господарство, котре мало в підпорядкуванні 2,2 тис. га земель, з них 1,8 тис. ріллі. Господарство вирощувало елітні сорти зернових культур, кормових буряків, капусти, багаторічні трави, хміль, займалося виробництвом молока та м'яса. В селі були середня школа, будинок культури, дві бібліотеки, фельдшерсько-акушерський пункт, дитячі ясла, майстерня побутового обслуговування, сільський магазин.
11 серпня 1954 року, внаслідок ліквідації Андріївської сільської ради, село включене до складу Андрієво-Української (з 8 червня 1960 року — Андріївська) сільської ради Черняхівського району Житомирської області. 28 червня 1960 року, відповідно до рішення Житомирського облвиконкому № 683 «Про об'єднання деяких населених пунктів в районах області», з селом об'єднано Андріїв-Український.
З території с. Андріївка в 1967 році розпочала мовлення радіотелевізійна станція «Андріївка».
12 червня 2020 року, відповідно до розпорядження Кабінету Міністрів України № 711-р «Про визначення адміністративних центрів та затвердження територій територіальних громад Житомирської області», село включене до складу Черняхівської селищної територіальної громади Житомирського району Житомирської області.

## Відомі люди
- Дзюбак Олександр Васильович (1994—2024) — молодший сержант Національної гвардії України, учасник російсько-української війни.